# 변화맹

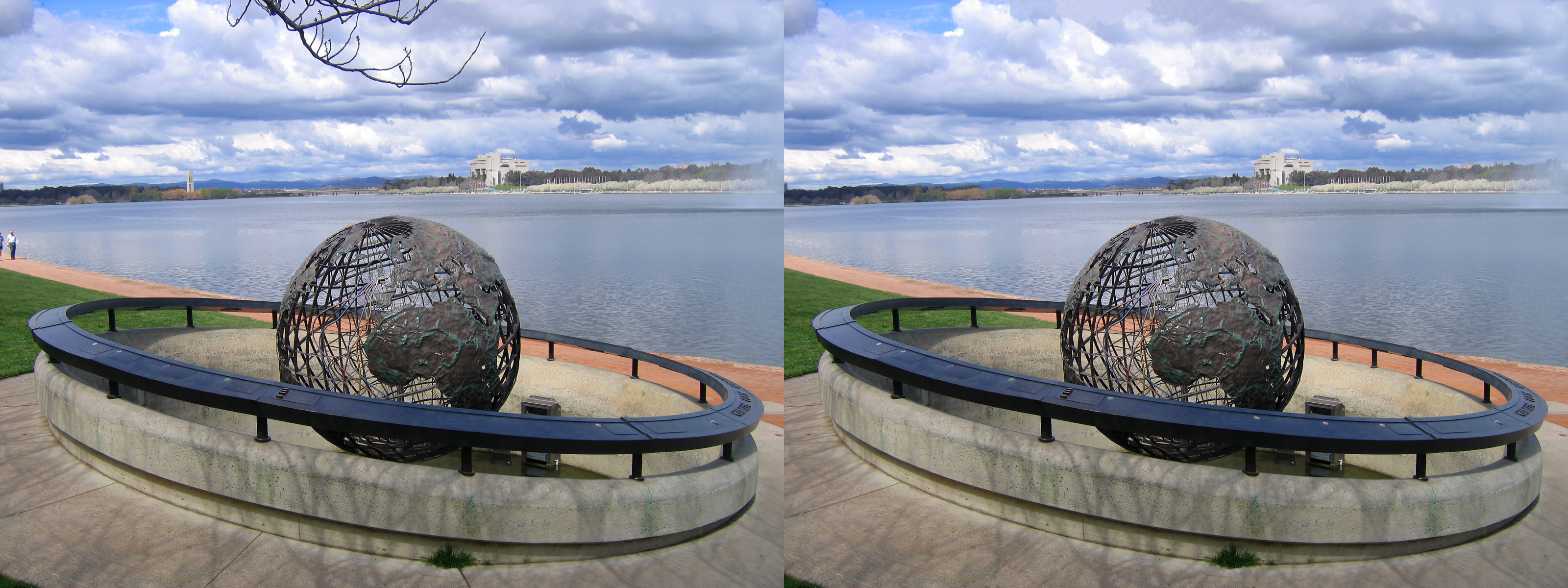
변화맹 작업에 사용될 수 있는 이미지 예시

변화맹(變化盲, Change blindness)은 보이는 것의 변화가 뇌에 의하여 변화를 의식하지 못하는 현상으로 뇌가 필요한 것만 기억하기 때문에 일어난다. 뇌는 안정적인 표현을 형성하기 위해 시각적인 디테일을 사용하기에 이러한 현상이 나타난다.
1970년대에 맥 콘키와 그의 동료에게 체계적으로 연구되기 시작하였다.
'옥에 티'가 가장 흔하게 일어나는 변화맹 현상이다.

## 간단한 변화맹 실험 방법
- 다음 사진()에서 변화가 일어나는 부분을 찾는다.

## 같이 보기
- 선택맹